# Mendozavilita-NaFe
La mendozavilita-NaFe és un mineral de la classe dels sulfats, que pertany al grup de la mendozavilita. Primer va rebre el nom de mendozavilita, en honor d'Heriberto Mendoza Avila (1924), qui la va descobrir. L'any 2010 va ser reanomenada per l'Associació Mineralògica Internacional al seu nom actual.

## Característiques
La mendozavilita-NaFe és un sulfat de fórmula química [Na₂(H₂O)15Fe3+(H₂O)₆][Mo₈P₂Fe₃3+O35(OH)₂]. Cristal·litza en el sistema monoclínic o en el triclínic. Es troba en cristalls de fins a 20μm, o en masses. La seva duresa a l'escala de Mohs és 1,5.
Segons la classificació de Nickel-Strunz, la mendozavilita-NaFe pertany a «07.GB - Molibdats, wolframats i niobats, amb anions addicionals i/o H₂O» juntament amb els següents minerals: lindgrenita, szenicsita, cuprotungstita, UM1999-38-WO:CrV, fil·lotungstita, rankachita, ferrimolibdita, anthoinita, mpororoïta, obradovicita-KCu, paramendozavilita i tancaïta-(Ce).

## Formació i jaciments
Es troba a la zona d'oxidació d'alguns dipòsits de minerals hidrotermals que contenen molibdè. Sol trobar-se associada a altres minerals com: quars, paramendozavilita, molibdenita o schorl. Va ser descoberta l'any 1980 a la mina San Judas, a Cumobabi, al districte de La Verde, Moctezuma (Sonora, Mèxic). També ha estat descrita a la mina Lomas Bayas (Antofagasta, Xile) i a la mina Rustler (Utah, Estats Units).